# Botrychium oneidense
Botrychium oneidense är en låsbräkenväxtart som först beskrevs av Robert Lee Gilbertson, och fick sitt nu gällande namn av Homer Doliver House. Botrychium oneidense ingår i släktet låsbräknar, och familjen låsbräkenväxter. Inga underarter finns listade i Catalogue of Life.